# Ольховка (Шадрінський район)
Ольхо́вка (рос. Ольховка) — село у складі Шадрінського району Курганської області, Росія. Адміністративний центр Ольховської сільської ради.
Населення — 1473 особи (2010, 1835 у 2002).
Національний склад станом на 2002 рік: росіяни — 93 %.